# Sekuła (gromada)
Sekuła (od 1 I 1958 Wołyńce) – dawna gromada, czyli najmniejsza jednostka podziału terytorialnego Polskiej Rzeczypospolitej Ludowej w latach 1954–1972.
Gromady, z gromadzkimi radami narodowymi (GRN) jako organami władzy najniższego stopnia na wsi, funkcjonowały od reformy reorganizującej administrację wiejską przeprowadzonej jesienią 1954 do momentu ich zniesienia z dniem 1 stycznia 1973, tym samym wypierając organizację gminną w latach 1954–1972.
Gromadę Sekuła z siedzibą GRN w Sekule (obecnie w granicach Siedlec) utworzono – jako jedną z 8759 gromad – w powiecie siedleckim w woj. warszawskim, na mocy uchwały nr VI/10/18/54 WRN w Warszawie z dnia 5 października 1954. W skład jednostki weszły obszary dotychczasowych gromad Lipniak (z wyłączeniem przysiółka Podprzywory), Myrcha, Rakowiec, Stok Wiśniewski, Wołyńce, Wołyńce kolonia i Wólka Wołyniecka() ze zniesionej gminy Wiśniew oraz obszar dotychczasowej gromady Podsekuła ze zniesionej gminy Stara Wieś w tymże powiecie. Dla gromady ustalono 14 członków gromadzkiej rady narodowej.
Gromadę zniesiono 1 stycznia 1958 w związku z przeniesieniem siedziby GRN z Sekuły do Wołyniec i zmianą nazwy jednostki na gromada Wołyńce.